# Apamea michielii
Apamea michielii is een vlinder uit de familie uilen (Noctuidae). De wetenschappelijke naam is voor het eerst geldig gepubliceerd in 1976 door Varga.
De soort komt voor in Europa.